# 파키스탄의 대외 관계

파키스탄의 대외 관계

파키스탄은 인구 중 신도 수의 비율로 볼 때, 인도네시아에 이어 두 번째로 큰 이슬람 국가이다. 그리고 핵무기 보유를 선언한 유일한 이슬람국가로서, 국제사회에서 일정 부분 영향을 미치고 있다. 파키스탄은 매우 독립적인 외교 정책을 펴는데, 특히 핵무기 개발, 원자로 건설, 군수 물자 거래, 기타 국가 안위에 필수적인 이슈들에서 그렇다. 파키스탄은 세계의 주요 원유의 공급경로에 위치하고 있고, 원유가 풍부한 중앙 아시아에 가까워, 전략적으로 지정학적인 위치에 놓여 있다. 파키스탄은 이슬람 회의 기구와 주요 비NATO 동맹국(major non-NATO ally)의 중요 회원국이다. 또한 매우 잘 훈련된 군대를 보유하고 있어 세계 8위의 국방력을 지닌다.

## 대한민국과의 관계
대한민국과 파키스탄은 사이가 아주 좋다. 남북한 동시수교국으로 대한민국과는 1983년에 수교하였다. 양국은 1968년 영사 관계를 맺고, 1983년 11월 7일에 공식 외교관계를 수립하였다. 양국은 이때 각각 오재희 주(駐) 파키스탄 총영사와 자베드 마수드 주한(駐韓) 파키스탄 총영사를 각각 대사대리로 임명하였다. 이슬라마바드에 대한민국 대사관이, 카라치에 분관이 개설되어 있다. 서울에 주한 대사관이 개설되어 있다. 모두 608 명(재외국민 605 명, 시민권자 3명)의 한민족들이 파키스탄에 거주(2010년 12월 기준)하고 있다.

## 일본과의 관계
일본은 파키스탄과 대체로 우호 관계를 유지하고 있다. 그러나 일본은 과거 피폭국이었기 때문에 파키스탄의 핵실험을 이유로 거리를 둔 시기가 있었다. 일본은 1998년 지하 핵실험 때부터 2005년 4월까지 파키스탄에 대한 원조를 중단했었다. 그러나 자위대의 이라크 파견 등으로, 안보의 관점에서 볼 때 중동에 대한 영향력이 강한 파키스탄과 협력할 필요를 느낀 일본 정부는 당시 고이즈미 준이치로 총리의 파키스탄 방문을 계기로 유상 자금 지원을 재개하였다.

## 아프가니스탄과의 관계
아프가니스탄과 파키스탄의 관계는 변동이 심하다. 인도가 분할되어 피카스탄이 신생국이 된 후, 아프가니스탄은 파키스탄과 1947년에 외교 관계를 시작하였다. 탈리반 정권 시절에 파키스탄은 대부분의 탈리반 지도자들과 인맥이 가까워 아프가니스탄에 강력한 영향력이 있었다. 그러나 탈리반이 전복되면서 파키스탄의 영향력은 점차 쇠퇴하게 되었다. 파키스탄은 지금도 아프가니스탄과 안보 및 경제 면에서 긴밀한 관계를 맺고 있긴 하지만, 아프가니스탄에서 파키스탄의 대립국인 인도의 영향력이 커져 파키스탄의 우려를 낳고 있으며 양국이 듀런드 선을 놓고 국경 분쟁을 계속 벌이고 있어서 양국간의 대립이 남아있다. 2007년부터 아프가니스탄과 파키스탄의 군대는 여러 차례 국경에서 교전을 벌이고 있다. 아프가니스탄의 관리가 파키스탄 첩보 기관이 아프가니스탄의 일부 테러 공격에 관여했다고 주장하면서 양국 관계가 더욱 악화되었다.

## 인도와의 관계
인도와 파키스탄과의 관계는 종교분쟁때문에 관계가 좋지 못한 상태이다. 심지어는 카슈미르지역을 둘러싸고 인도와 갈등이 벌어지기도 한다. 1990년 1월 인도 관할 카슈미르 지역 내 무슬림들이 인도로부터 분리독립을 요구하며 격렬한 시위를 전개하였으며 이를 진압하려는 인도 보안군과의 유혈충돌로 수백 명이 사망하였다. 인도는 이 소요사태가 파키스탄 측의 배후 조종에 의한 것이라고 주장하면서 시위자 현장 사살 명령을 하달하고 2월에는 대규모 병력을 국경으로 이동 배치하였다. 또 5월에는 국경봉쇄 등 강경조치를 취함으로써 인도-파키스탄 간의 군사적 긴장이 고조되었다. 영토문제로 인도와 파키스탄은 사실상 둘도없는 원수나 마찬가지며 실제로 파키스탄은 인도가 점령한 남카슈미르 지역을 언젠가는 무력으로 수복하겠다고 종종 위협한다.

## 터키와의 관계
파키스탄과 터키의 관계는 예로부터 돈독하다. 양국은 폭넓은 문화적, 경제적, 전략적, 군사적 협력 관계이다. 양국 모두 이슬람이 다수인 국가들이고 서로 연관이 깊으며 모범적이다.

## 러시아와의 관계
파키스탄과 러시아는 대체로 나쁜 관계를 유지하고 있다. 그리고 푸틴은 총리로 있던 시절에 파키스탄은 러시아에게 적이 될 수 있다는 발언을 말하기도 했다

## 불가리아와의 관계
양국은 1970년에 수교하였다. 1974년 이래, 불가리아는 이슬라마바드에 대사관을 두고 있다. 파키스탄도 소피아에 대사관을 두고 있다.

## 덴마크와의 관계
파키스탄은 코펜하겐에, 덴마크는 이슬라마바드에 각각 대사관을 두고 있다. 약 2만명의 파키스탄인들이 덴마크에서 거주하고 있는데 이것은 덴마크 내의 비서방국의 커뮤니티로서는 5위 규모이다.

## 벨기에와의 관계
벨기에는 이슬라마바드에 대사관, 카라치와 라호르에 각각 영사관을 두고 있다. 파키스탄은 브뤼셀에 대사관, 헨트, 안트베르펜, 그리고 벨기에령 룩셈부르크에 각 영사관을 두고 있다. 벨기에는 유럽에서 6위 규모의 파키스탄으로부터의 수입국이며, 양국의 무역 규모는 6억 USD에 육박하고 있다. 2008년 초, 파키스탄의 전 대통령 페르베즈 무샤라프는 그의 유럽 순방(영국, 프랑스, 스웨덴 포함) 중에 벨기에를 방문한 적이 있다. 그의 브뤼셀 방문 중, 당시 벨기에 총리 히 버르호프스타트와 함께 무역 및 상호 방위 협약에 대하여 논의한 바 있다.

## 피지와의 관계
파키스탄과 피지는 공식적인 외교 관계는 있으나 양국 모두 외교사절을 파견하지 않고 있다. 파키스탄은 주(駐)오스트레일리아 고등판무관 사무소가 피지의 비상주 고등판무관 사무소를 겸한다. 피지에서 다수를 차지하는 이슬람 교도들은 파키스탄 내의 혈족들을 그들의 조상으로 두고 있다.

## 미국과의 관계
파키스탄은 미국과는 서로 원만한 관계이다. 인도가 반서방이기에 미군이 파키스탄에 주둔하고 있다. 그래서 파키스탄은 점점 친서방이 되가고 있다. 다만, 국민감정은 그렇게 좋지 않다. 그래도, 둘은 외교적으로 친하다.

## 중화인민공화국과의 관계
중화인민공화국과 파키스탄의 관계는 좋다. 2013년 5월 22일에 리커창 중화인민공화국 국무원총리가 파키스탄을 방문했을 때, 파키스탄과 동반자 관계를 발전시키겠다고 밝혔다. 중화인민공화국과 파키스탄은 해외에 있는 신장 위구르 자치구 독립 세력을 양국의 공동 위협으로 규정하고 하나의 중국 원칙을 지지했다.

## 아제르바이잔과의 관계
두 국가 모두 이슬람교 국가이며, 우호적인 무역 관계를 유지한다. 파키스탄은 아르메니아에 대해 국가승인을 하지 않았다.

## 같이 보기
- 파키스탄의 역사
- 파키스탄 주재 외국공관 목록
- 파키스탄의 재외공관 목록